# تخوژنگتسا وووشچیانگسکا
تخوژنگتسا وووشچیانگسکا (به لهستانی:  Tchórznica Włościańska) یک روستا در لهستان است که در گمینا سابنگه واقع شده‌است.